# مورتال كومبات شاولين مونكز
مورتال كومبات شاولين مونكز (بالإنجليزية: Mortal Kombat: Shaolin Monks)‏ ، هي لعبة إلكترونية من نوع مغامرات وألعاب قتال، أنتجت شركة ميدواي بفرع لوس أنجلوس سنة 2005م، واللعبة عبارة عن قصة ملحمية أسطورية وهي قيام أهم شخصيات مورتال كومبات لمواجهة الأعداء، بدءاً من شانغ تسونغ وتنتهي بشاو خان. تميزت عن باقي الأجزاء بانها تلعب على شكل قصة وكاميرا ثابتة 3D و يمكن اللعب بشخصياتها الأصلية وهما لو كينغ وكونغ لاو ويتم فتح شخصيتان لاحقا مثل سب زيرو وسكوربيون.

## الكودات
يمكن فتح مقاتلين في طور القصة بواسطة ادخال الكودات على الشاشة الرئيسية (maint menu ) وبسرعة وعند الانتهاء من الكود يسمع صوت يأكد لك ان الكود يشتغل والكودات هي
فتح المقاتل ساب-زيرو: اضغط على ل2 مطولا ولا تنزع اصبعك عنها واضغط على مربع.فوق.ل1.ر1.يسار.يمين.مربع.ثم انزع اصبعك عن ل2 (تذكر يجب ادخال الكود بسرعة)
فتح المقاتل سكوربيون:كذلك يجب الضغط مطولا على ل2 ثم الضغط على مربع.تحت.فوق.ل1.ل1.فوق.مربع.ثم انزع اصبعك عن ل2

## وصلات خارجية
- مورتال كومبات شاولين مونكز على موبي غيمز